# Achiel Verstraete
Achiel Verstraete (Kaaskerke, 27 oktober 1898 - Mendoza, Argentinië, 10 maart 1980) was een Belgisch senator.

## Levensloop
Verstraete werd vroeg wees en studeerde tot in 1914 aan het Sint-Jozefcollege te Turnhout. Bij het uitbreken van de Eerste Wereldoorlog vluchtte hij naar Frankrijk en werd in 1916 opgeroepen voor het Belgisch leger. Hij werd gewond tijdens het laatste offensief in 1918. Hij werd bediende bij de Commissie van Openbare Onderstand in Turnhout en studeerde verder aan de ULB, waar hij promoveerde tot doctor in de rechten.
Hij vestigde zich als advocaat aan de balie van Ieper en werd de naaste medewerker van Jeroom Leuridan. In 1934 werd hij arrondissementsleider van het Vlaamsch Nationaal Verbond in Ieper. Ook werd hij in 1935 commissaris van de in Aalst gevestigde Uitgeverij Dietschland. Van 1939 tot 1946 zetelde Verstraete als rechtstreeks gekozen senator voor het arrondissement Gent-Eeklo in de Senaat. 
Aanvankelijk bleef hij tijdens de Tweede Wereldoorlog met Ieper verbonden als leider van het VNV en als hoofdman van de Zwarte Brigade. Hij sloot ook aan bij de DeVlag. Na de oorlog werd het dossier gevonden met beschuldigingen in die tijd door Verstraete bij de Duitsers ingediend tegen de burgemeester van Ieper Jean Vanderghote. Van 1941 tot 1943 was hij kabinetschef van Gérard Romsée en van 31 mei 1943 tot 1 september 1944 was hij gouverneur ad interim van de provincie Oost-Vlaanderen.
Na de Bevrijding leefde hij enkele maanden ondergedoken en in 1946 vluchtte hij naar Zwitserland. In augustus 1947 veroordeelde de krijgsraad in Gent hem bij verstek ter dood. In 1948 kon hij uitwijken naar Argentinië en werd er actief in de textielsector. Hij werd lid van 'Vlamingen in Argentinië' en werkte mee aan hun tijdschrift De Schakel - El Lazo. Verstraete bleef in Argentinië wonen tot aan zijn dood in 1980.